# Central Flow Management Unit
La Central Flow Management Unit ou CFMU en français : « Unité centrale de gestion des flux », est l'organisme de gestion et d'optimisation des flux de trafic aérien (ATFCM pour Air Traffic Flow and Capacity Management), créé en 1996 au sein de l'agence européenne Eurocontrol. Elle a pour mission de planifier de façon centralisée les volumes de trafic dans sa zone de responsabilité, dans le but d'optimiser la sécurité et la capacité de l'espace aérien. La CFMU est ainsi chargée de veiller à ce que les secteurs de contrôle aérien soient exploités de façon optimale tout en cherchant à minimiser les délais. La CFMU a été progressivement renommée en Network Manager Operations Center (NMOC) depuis 2011.

## Histoire
Durant les années 1980, les problèmes de congestion du trafic aérien sont devenus brûlants en Europe : 12% des vols étaient retardés de plus de 15 minutes en 1986 et 25% en 1989, le contrôle aérien représentant une proportion croissante de ces retards. Chaque grand pays européen disposait alors d'un organisme de régulation du trafic aérien pour réduire les délais. Ces organismes recevaient chaque  plan de vol déposé pour le pays concerné, le comparaient au nombre de vols maximum acceptable par chaque secteur de contrôle sur la route demandée et calculaient un créneau de départ autorisé pour ce plan de vol. Le vol devait impérativement partir dans le créneau horaire imposé.
Il est vite apparu que ces protections des secteurs de contrôle de chaque pays diminuaient la capacité totale de l'espace aérien européen, aggravant encore les retards. En octobre 1988, les ministres des transports des pays membres de la Conférence européenne de l'aviation civile décidèrent de confier à Eurocontrol la centralisation de ces services, en s'appuyant sur les compétences de l'organisme français de régulation nommé CORTA. En juillet 1989, un embryon de service commença son fonctionnement en se concentrant sur la phase stratégique des vols (jusqu'à plusieurs jours avant le départ). À partir d'octobre 1991, la CFMU devint capable de gérer la phase pré-tactique (de un à six jours avant le vol). En 1994 le bâtiment dédié à la CFMU devint opérationnel. Le 25 avril 1995, les responsabilités de la CORTA furent transférés à la CFMU. Les autres pays suivirent progressivement, jusqu'au 28 mars 1996 où la CFMU devint l'unique opérateur de régulation du trafic aérien en Europe.

## Composition
La CFMU est composée des systèmes suivants : CACD, RPL, IFPS, ETFMS, DWH, IFPUV, PREDICT et CCAMS.
- CACD (Central Airspace and Capacity Database), contenant les données d’environnement : cartographie des routes aériennes, aérodromes, procédures de départ (SID) et d'arrivée (STAR) standard aux instruments, moyens de radionavigation, points de report, découpage en secteurs de contrôle de l'espace aérien, etc. CACD a remplacé la base de données ENV (environnement).

- IFPS, système intégré de traitement initial des plans de vol composé de l'IFPU1 à Haren (Bruxelles) et l'IFPU2 à Brétigny-sur-Orge. Le second sert de secours au premier en cas de panne.

- RPL, système de traitement des plans de vols répétitifs. Le RPL stocke les plans de vols réguliers et génère via l'IFPS des plans de vol individuels.

- ETFMS, système amélioré de gestion du courant de trafic aérien. C'est le système qui permet de présenter les situations prévues et actualisées de trafic afin de permettre à la CFMU et aux FMP des centres de contrôle en route de surveiller et de réguler les opérations de gestion de trafic (regroupement/éclatement de positions de contrôle, régulation de la capacité des secteurs,…). Grâce au système CASA (Computer Assisted Slot Allocation), l'ETFMS alloue des créneaux de départ à respecter par certains vols afin de réguler le trafic. Enfin l'ETFMS peut également rerouter des courants de trafic ou des vols individuels.

- DWH (Data Warehouse), système d'archivage des données des différents systèmes CFMU (en particulier ETFMS, IFPS, et CACD)[2].

- IFPUV, copie conforme de l'IFPS, qui en est complètement indépendante, permet d'essayer et de valider leurs plans de vol (formatage, routes aériennes,…).

- PREDICT, système utilisé en "pré-tactique". Similaire à l'ETFMS, ce système permet d'évaluer l'impact des régulations sur la situation de trafic.

- CCAMS (Centralised Code Assignment and Management System). S'occupe de l'allocation des codes SSR[3].

## Méthode de gestion
La CFMU utilise trois phases de gestion des courants aériens :
- la phase stratégique : plusieurs mois jusqu'à quelques jours avant le jour J, le système compare la demande de trafic aérien (plans de vol déposés) et la capacité des secteurs de contrôle aérien, et prend en compte les planifications des exploitants aériens, ce qui permet d'établir un plan de charge prévue de l'espace aérien de la zone ATFCM.

- la phase pré-tactique : De 1 à 6 jours avant le jour J, un message de notification ATFM (ANM) est préparé : il est basé sur les prévisions de trafic des différentes unités de gestion des courants aériens des différents États membres et sur les données statistiques issues des archives CFMU. Le message ANM permet d'informer les exploitants d'aéronefs (AO) et les unités de contrôle des mesures ATFCM à prévoir dans l'espace aérien européen, le jour J.

- la phase tactique : le jour J, chaque vol se voit attribuer une heure de départ - estimée ou recalculée sous forme de créneau -, ou peut voir sa route initiale modifiée afin d'éviter les goulets d'étranglement[4].

Par ailleurs, la CFMU supervise aussi le service EAD (European AIS Database – banque de données centralisée d'informations aéronautiques).

## Network Manager
Le nom de la CFMU est progressivement remplacé dans les publications Eurocontrol par Network Manager (NM).
Ceci est le résultat de la nomination d'Eurocontrol le 1er septembre 2011 comme "Network Manager" européen, conformément à la législation Single European Sky II (SES).
Ceci ne touche  pas les activités de l'ancienne CFMU qui continuent et font maintenant partie du périmètre plus étendu des activités du "Network Manager".